# МГК (Вознесенськ)
Футбольний клуб МГК (Вознесенськ) або просто МГК  — український футбольний клуб із міста Вознесенськ Миколаївської області.

## Хронологія назв
- 193?—19??: «Локомотив» (Вознесенськ)
- 199?—1995: МГК (Вознесенськ)

## Історія
Футбольна команда «Локомотив» заснована в місті Вознесенськ в 30-х роках XX століття. З моменту заснування виступала в регіональних змаганнях. У 1938 році «Локомотив» взяв участь у кубку СРСР. В 1/4 фіналу 3-ї зони УРСР вознесенський колектив поступився (1:3) одеському «Харчовику» й вибув з турніру. Потім продовжував виступи в чемпіонаті та кубку Миколаївської області. 

## Досягнення
- Кубок СРСР
  - 1/256 фіналу (1): 1938

- Чемпіонат Миколаївської області
  -  Чемпіон (1): 1999 (о)

- Перша ліга чемпіонату Миколаївської області
  -  Срібний призер (1): 2008

- Кубок Миколаївської області
  -  Фіналіст (1): 1939

## Відомі гравці
- Віталій Куянов